# گرگ‌نمای آمریکایی در لندن
گرگ‌نمای آمریکایی در لندن (به انگلیسی: An American Werewolf in London) فیلمی در ژانر کمدی ترسناک به کارگردانی جان لندیس محصول سال ۱۹۸۱ است. در این فیلم هنرپیشگانی مثل دیوید ناتن، جنی اگاتر، پائولا جیکوبس و گریفین دان بازی کرده‌اند.